# Polangui
Polangui (Bayan ng Polangui) är en kommun i Filippinerna. Kommunen ligger på ön Luzon, och tillhör provinsen Albay. Folkmängden uppgår till 88 221 invånare (folkräkning 2015).

## Barangayer
Polangui är indelat i 44 barangayer.
| - Agos - Alnay - Alomon - Amoguis - Anopol - Apad - Balaba - Balangibang - Balinad - Basud - Binagbangan (Pintor) - Buyo - Centro Occidental (Pob.) - Centro Oriental (Pob.) - Cepres | - Cotmon - Cotnogan - Danao - Gabon - Gamot - Itaran - Kinale - Kinuartilan - La Medalla - La Purisima - Lanigay - Lidong - Lourdes - Magpanambo - Magurang | - Matacon - Maynaga - Maysua - Mendez - Napo - Pinagdapugan - Ponso - Salvacion - San Roque - Santicon - Santa Cruz - Santa Teresita - Sugcad - Ubaliw |